# اندیس چاه موسی۱
چاه موسی۱ یک اندیس فلزی است که در حوالی شهر معلمان استان سمنان قرار دارد و مادهٔ معدنی موجود در آن، سرب و روی است.  